# Distance de fuite
La distance de fuite représente chez les animaux mobiles la distance à partir de laquelle un élément potentiellement menaçant les pousse à s'éloigner. La distance de fuite varie selon les espèces, sexes, individus et groupes, mais elle est généralement relativement similaire chez tous les individus d'une même espèce dans un même habitat. Les animaux sauvages ont une distance de fuite plus grande que les animaux semi-domestiques. La docilité insulaire réduit celle des animaux qui ont évolué sur une île sans prédateur, plutôt que sur un continent.